# J.-Eugène Lefrançois
Pour l’article homonyme, voir Lefrançois.
J.-Eugène Lefrançois, né le 9 août 1896 et mort le 13 janvier 1979, est un industriel et homme politique canadien.

## Biographie
Né à Montréal, M. Lefrançois tenta sans succès de gagner une élection en 1936 pour prendre un siège à l'Assemblée législative du Québec.
Élu député du Parti libéral du Canada dans la circonscription fédérale de Laurier lors d'une élection partielle déclenchée après la démission du député et ministre Ernest Bertrand en 1949, il fut réélu en 1953. Il ne se représenta pas en 1957 pour accepter le poste offert par le premier ministre Louis St-Laurent de sénateur de la division de Repentigny et permettre à Lionel Chevrier de revenir en politique fédérale. Lefrançois demeura en poste jusqu'en 1976.